# 海軍兵学校 (インド)

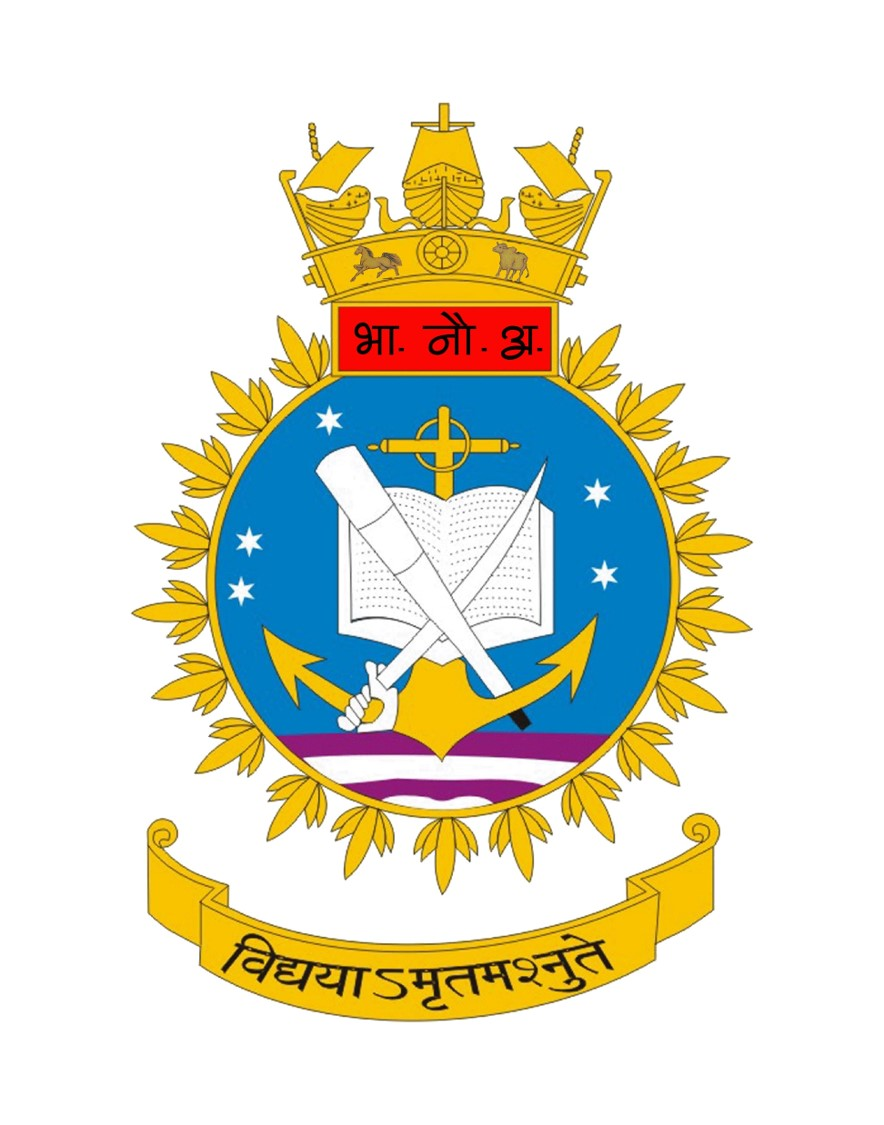
海軍兵学校のクレスト

インド海軍兵学校（いんどかいぐんへいがっこう、英語: Indian Naval Academy, INA）は、インド海軍及びインド沿岸警備隊の士官学校。
ケララ州カンヌール地区エジマラにあるため、エジマラ海軍兵学校（Indian Naval Academy Ezhimala, INA Ezhimala）とも呼ばれる。

## 沿革
- 1969年5月 - コーチンに設立。
- 1986年 - ゴア州マンドヴィに移転。
- 2009年1月8日 - エジマラに移転。